# Kevin Danso
Kevin Danso (sinh ngày 19 tháng 9 năm 1998) là cầu thủ bóng đá chuyên nghiệp người Áo hiện đang thi đấu ở vị trí trung vệ cho câu lạc bộ bóng đá Tottenham Hotspur tại Premier League và Đội tuyển bóng đá quốc gia Áo.

## Thiếu thời
Kevin Danso sinh ra trong gia đình gốc Ghana ở Voitsberg, Steiermark. Năm sáu tuổi, gia đình anh chuyển đến Milton Keynes, Anh.

## Sự nghiệp câu lạc bộ

### FC Augsburg
Danso bắt đầu sự nghiệp của mình tại Anh tại câu lạc bộ Milton Keynes Dons ở Milton Keynes. Một năm sau, anh chuyển đến Reading FC và chơi ở vị trí tiền đạo. Tuy nhiên, anh chỉ ở đó nửa năm rồi quay trở lại Milton Keynes Dons. Vào tháng 1 năm 2014, anh chuyển đến Đức để tham gia trung tâm đào tạo trẻ của FC Augsburg. Sau khi chơi cho đội trẻ cấp cao, Danso đã ra mắt đội thứ hai của Augsburg tại Regionalliga vào tháng 5 năm 2016, khi anh vào sân thay Max Reinthaler.
Vào tháng 11 năm 2016, Danso lần đầu tiên có mặt trong đội một cho trận đấu với 1. FC Köln. Anh chơi trọn vẹn trận đấu ngay trong trận ra mắt Bundesliga vào tháng 3 năm 2017 với RB Leipzig ở vòng đấu thứ 23 của mùa giải 2016–17. Cũng trong trận đấu đó, anh là cầu thủ trẻ nhất ra mắt trong lịch sử Bundesliga của Augsburg ở tuổi 18 năm và 165 ngày. Sau đó, anh đã ký hợp đồng chuyên nghiệp đầu tiên của mình với Augsburg. Vào ngày 4 tháng 11 năm 2017 anh đã ghi bàn thắng đầu tiên tại Bundesliga bằng cú đánh đầu ở phút thứ 49 trong trận đấu với Bayer 04 Leverkusen tại vòng đấu thứ 11 của mùa giải 2017–18, ấn định tỷ số chung cuộc là 1–1.

#### Cho mượn tại Southampton và Fortuna Düsseldorf
Vào tháng 8 năm 2019, Danso trở lại Anh và chuyển đến Southampton theo dạng cho mượn. Southampton quyết định không ký hợp đồng dài hạn với anh nên anh đã trở lại Augsburg sau khi hợp đồng cho mượn của anh kết thúc vào tháng 6 năm 2020. Trong mùa giải 2020–21, anh được cho câu lạc bộ hạng hai Fortuna Düsseldorf mượn. Trong suốt thời gian gắn bó với Düsseldorf, anh đã ra sân 32 lần tại 2. Bundesliga.

### Lens
Sau khi được cho mượn tại Southampton và Fortuna Düsseldorf, Danso ban đầu trở lại Augsburg cho mùa giải 2021–22 trước khi chính thức rời đội bóng Đức vào tháng 8 năm 2021 và chuyển đến câu lạc bộ RC Lens tại Ligue 1. Vào ngày 19 tháng 3 năm 2022, anh ghi bàn đầu tiên cho câu lạc bộ trong trận đấu với Clermont. Trong mùa giải 2022–23, anh đóng vai trò quan trọng giúp Lens về nhì chung cuộc tại giải đấu và đủ điều kiện tham dự UEFA Champions League mùa giải tiếp theo. Tổng cộng, anh đã ra sân 112 lần và ghi được bốn bàn thắng cho Lens. Vào tháng 8 năm 2024, vụ chuyển nhượng của anh sang AS Roma không thành công do anh gặp vấn đề tim.

#### Cho mượn tại Tottenham Hotspur
Vào ngày 2 tháng 2 năm 2025, Danso quay trở lại Premier League sau khi gia nhập câu lạc bộ Tottenham Hotspur theo dạng cho mượn trong phần còn lại của mùa giải với nghĩa vụ mua đứt vào cuối mùa giải và mức giá 25 triệu euro.

## Sự nghiệp quốc tế
Danso đã từng chơi cho nhiều đội tuyển trẻ quốc gia Áo. Anh đã tham gia Giải vô địch châu Âu năm 2015 với đội U-17 và chơi tất cả các trận cho đội tuyển.
Vào tháng 5 năm 2017, anh được triệu tập lần đầu tiên vào đội tuyển quốc gia. Vào ngày 2 tháng 9 năm 2017, anh đã chơi trận ra mắt đội tuyển quốc gia khi vào sân thay cho Sebastian Prödl bị thương ở phút thứ 27 trong trận đấu vòng loại World Cup 2018 gặp xứ Wales.
Vào tháng 9 năm 2018, anh lần đầu tiên chơi cho đội U-21 trong trận đấu với U-21 Armenia.
Vào tháng 5 năm 2024, anh được điền tên vào đội hình sơ bộ của Áo tham dự Giải vô địch châu Âu 2024 và sau đó đã lọt vào đội hình chính thức cho giải đấu.

## Thống kê sự nghiệp

### Câu lạc bộ
Tính đến 12 tháng 1 năm 2025
| Câu lạc bộ                | Mùa giải            | Giải vô địch        | Giải vô địch | Giải vô địch | Cúp quốc gia | Cúp quốc gia | Cúp Liên đoàn | Cúp Liên đoàn | Châu lục | Châu lục | Khác | Khác | Tổng cộng | Tổng cộng |
| Câu lạc bộ                | Mùa giải            | Hạng đấu            | Trận         | Bàn          | Trận         | Bàn          | Trận          | Bàn           | Trận     | Bàn      | Trận | Bàn  | Trận      | Bàn       |
| ------------------------- | ------------------- | ------------------- | ------------ | ------------ | ------------ | ------------ | ------------- | ------------- | -------- | -------- | ---- | ---- | --------- | --------- |
| FC Augsburg II            | 2015–16             | Regionalliga Bayern | 2            | 0            | —            | —            | —             | —             | —        | —        | 2    | 1    | 4         | 1         |
| FC Augsburg II            | 2017–18             | Regionalliga Bayern | 3            | 0            | —            | —            | —             | —             | —        | —        | —    | —    | 3         | 0         |
| FC Augsburg II            | Tổng cộng           | Tổng cộng           | 5            | 0            | —            | —            | —             | —             | —        | —        | 2    | 1    | 7         | 1         |
| FC Augsburg               | 2016–17             | Bundesliga          | 7            | 0            | 0            | 0            | —             | —             | —        | —        | —    | —    | 7         | 0         |
| FC Augsburg               | 2017–18             | Bundesliga          | 16           | 2            | 0            | 0            | —             | —             | —        | —        | —    | —    | 16        | 2         |
| FC Augsburg               | 2018–19             | Bundesliga          | 18           | 1            | 3            | 0            | —             | —             | —        | —        | —    | —    | 21        | 1         |
| FC Augsburg               | Tổng cộng           | Tổng cộng           | 41           | 3            | 3            | 0            | —             | —             | —        | —        | —    | —    | 44        | 3         |
| Southampton (mượn)        | 2019–20             | Premier League      | 6            | 0            | 2            | 0            | 2             | 0             | —        | —        | —    | —    | 10        | 0         |
| Fortuna Düsseldorf (mượn) | 2020–21             | 2. Bundesliga       | 32           | 2            | 1            | 0            | —             | —             | —        | —        | —    | —    | 33        | 2         |
| Lens                      | 2021–22             | Ligue 1             | 33           | 2            | 3            | 0            | —             | —             | —        | —        | —    | —    | 36        | 2         |
| Lens                      | 2022–23             | Ligue 1             | 37           | 1            | 1            | 0            | —             | —             | —        | —        | —    | —    | 38        | 1         |
| Lens                      | 2023–24             | Ligue 1             | 30           | 1            | 1            | 0            | —             | —             | 7        | 0        | —    | —    | 38        | 1         |
| Lens                      | 2024–25             | Ligue 1             | 12           | 0            | 1            | 0            | —             | —             | 1        | 0        | —    | —    | 14        | 0         |
| Lens                      | Tổng cộng           | Tổng cộng           | 112          | 4            | 6            | 0            | —             | —             | 8        | 0        | —    | —    | 126       | 4         |
| Tottenham Hotspur (mượn)  | 2024–25             | Premier League      | 10           | 0            | 1            | 0            | 1             | 0             | 3        | 0        | —    | —    | 15        | 0         |
| Tổng cộng sự nghiệp       | Tổng cộng sự nghiệp | Tổng cộng sự nghiệp | 206          | 9            | 13           | 0            | 3             | 0             | 11       | 0        | 2    | 1    | 235       | 10        |

1. ↑  Bao gồm DFB-Pokal, FA Cup và Coupe de France
2. ↑  Bao gồm EFL Cup
3. ↑  Ra sân tại play-off xuống hạng Regionalliga
4. ↑  Ra sân sáu lần tại UEFA Champions League, ra sân một lần tại UEFA Europa League
5. 1 2  Ra sân tại UEFA Europa League

### Quốc tế
Tính đến 14 tháng 11 năm 2024
| Đội tuyển quốc gia | Năm       | Trận | Bàn |
| ------------------ | --------- | ---- | --- |
| Áo                 | 2017      | 5    | 0   |
| Áo                 | 2018      | 1    | 0   |
| Áo                 | 2022      | 5    | 0   |
| Áo                 | 2023      | 5    | 0   |
| Áo                 | 2024      | 8    | 0   |
| Tổng cộng          | Tổng cộng | 24   | 0   |

## Danh hiệu
Tottenham Hotspur
- UEFA Europa League: 2024–25[17]

Cá nhân
- Đội hình tiêu biểu nhất mùa giải của UNFP Ligue 1: 2022–23